# Dasychira kerrvillei
Dasychira kerrvillei är en fjärilsart som beskrevs av Barnes och Mcdunnough 1913. Dasychira kerrvillei ingår i släktet Dasychira och familjen tofsspinnare. Inga underarter finns listade i Catalogue of Life.